# Halové mistrovství Evropy v atletice 2009 – skok do výšky žen
Skok do výšky žen na halovém mistrovství Evropy v atletice 2009 se konalo v italském Turíně ve dnech 6. března až 8. března 2009; dějištěm soutěže byla hala Oval Lingotto. Ve finálovém běhu zvítězila reprezentantka Německa Ariane Friedrichová.
S velkým zájmem se očekával souboj Ariane Friedrichové a Blanky Vlašićové, které před šampionátem prokazovaly vysokou výkonnost, když o tři týdny dříve na mítinku v Karlsruhe shodně překonaly 2,05. Na mistrovství Evropy se však závodnice k rekordním hodnotám nepřiblížily. Friedrichová, potýkající se s nachlazením roli spolufavoritky potvrdila, Vlašićová však vypadla už na nižší výšce, což po závodě přičetla momentální neschopnosti soustředit se na svůj skok.
Iva Straková se do finále hladce kvalifikovala skokem přes 1,89 (1,80 O 1,85 O 1,89 O), následný nevýrazný finálový výkon jí však stačil pouze na sedmé místo.
| Umístění         | Sportovec           | 1,82 | 1,87 | 1,92 | 1,96 | 1,99 | 2,01 | 2,03 | Výkon       |
| ---------------- | ------------------- | ---- | ---- | ---- | ---- | ---- | ---- | ---- | ----------- |
| Zlatá medaile    | Ariane Friedrichová | -    | -    | O    | -    | XO   | O    | X    | 2,01 m      |
| Stříbrná medaile | Ruth Beitiaová      | -    | O    | -    | O    | O    | X-   | XX   | 1,99 m      |
| Bronzová medaile | Viktoria Kljuginová | O    | O    | O    | O    | XXX  |      |      | 1,96 m      |
| 4.               | Světlana Školinová  | O    | O    | O    | XXO  | XXX  |      |      | 1,96 m      |
| 5.               | Blanka Vlašičová    | -    | O    | O    | XXX  |      |      |      | 1,92 m      |
| 5.               | Irina Gordějevová   | O    | O    | O    | XXX  |      |      |      | 1,92 m      |
| 7.               | Iva Straková        | O    | O    | XO   | XXX  |      |      |      | 1,92 m      |
| 8.               | Kamila Stepaniuková | O    | O    | XXO  | XXX  |      |      |      | 1,92 m = PB |
| -                | Meike Krögerová     |      |      |      |      |      |      |      | DNS         |